# هونیمدئیت؟
هونِـیمدئیت؟ (انگلیسی: Whonamedit?) یک واژه‌نامهٔ برخط انگلیسی‌زبان از نام‌دهنده‌های پزشکی و افراد مرتبط با کشف و توصیف آنها است. اگرچه این پایگاه اینترنتی یک فرهنگ واژه‌هاست، اما بسیاری از نام‌دهنده‌ها و اشخاص مرتبط در مقالاتی مبسوط با کتاب‌شناسی جامع ارائه معرفی شده‌اند. این واژه‌نامه در نروژ میزبانی می‌شود و توسط مورخ پزشکی «اوله دانیل انرسن» توسعه داده شده است.